# Nuoto ai campionati mondiali di nuoto 2007 - Staffetta 4x200 metri stile libero femminile
La gara di nuoto della staffetta 4x200 metri stile libero femminile dei campionati mondiali di nuoto 2007 è stata disputata il 29 marzo presso la Rod Laver Arena di Melbourne.
Vi hanno preso parte 25 squadre nazionali.
La competizione è stata vinta dalla squadra statunitense, mentre l'argento e il bronzo sono andati rispettivamente alla squadra tedesca e a quella francese.

## Podio
| Posizione | Nazione     | Atlete                                                    |
| --------- | ----------- | --------------------------------------------------------- |
| Oro       | Stati Uniti | Natalie Coughlin Dana Vollmer Lacey Nymeyer Katie Hoff    |
| Argento   | Germania    | Meike Freitag Britta Steffen Petra Dallmann Annika Lurz   |
| Bronzo    | Francia     | Alena Popchanka Sophie Huber Aurore Mongel Laure Manaudou |

## Programma
| Data          | Ora   | Turno    |
| ------------- | ----- | -------- |
| 29 marzo 2007 | 12:05 | Batterie |
| 29 marzo 2007 | 20:40 | Finale   |

## Record
Prima della manifestazione il record del mondo e il record dei campionati erano i seguenti.
| Record mondiale       | 7'50"82 | Germania    | 3 agosto 2006 Budapest, Ungheria |
| Record dei campionati | 7'53"70 | Stati Uniti | 28 luglio 2005 Montreal, Canada  |

Durante la competizione è stato battuto il seguente record:
| Data     | Evento | Nazione     | Atleti                                                                                         | Tempo   | Record          |
| -------- | ------ | ----------- | ---------------------------------------------------------------------------------------------- | ------- | --------------- |
| 29 marzo | Finale | Stati Uniti | Natalie Coughlin (1:56.43) Dana Vollmer (1:57.49) Lacey Nymeyer (1:59.19) Katie Hoff (1:56.98) | 7'50"09 | Record mondiale |

## Risultati

### Batterie
I migliori 8 tempi si qualificano per la finale
| Pos. | Batteria | Corsia | Nazione       | Atleti | Tempo   | Note |
| ---- | -------- | ------ | ------------- | --- | ------- | ---- |
| 1    | 3        | 5      | Australia     | Linda Mackenzie (2:00.35) Stephanie Rice (1:59.40) Lara Davenport (1:58.51) Bronte Barratt (1:59.24)                            | 7:57.50 | Q    |
| 2    | 4        | 4      | Germania      | Petra Dallmann (2:00.54) Daniela Samulski (2:01.09) Meike Freitag (1:58.58) Annika Lurz (1:58.55)                               | 7:58.76 | Q    |
| 3    | 4        | 5      | Francia       | Alena Popčanka (1:59.00) Sophie Huber (1:59.08) Céline Couderc (2:00.92) Aurore Mongel (2:00.48)                                | 7:59.48 | Q    |
| 4    | 4        | 3      | Giappone      | Maki Mita (1:59.88) Norie Urabe (2:00.78) Ai Shibata (1:58.38) Haruka Ueda (2:00.54)                                            | 7:59.58 | Q    |
| 5    | 2        | 5      | Gran Bretagna | Joanne Jackson (2:00.14) Melanie Marshall (1:59.29) Julia Beckett (2:01.06) Caitlin McClatchey (1:59.85)                        | 8:00.34 | Q    |
| 6    | 2        | 2      | Paesi Bassi   | Manon van Rooijen (2:02.17) Inge Dekker (1:58.55) Linda Bank (2:01.43) Femke Heemskerk (2:00.25)                                | 8:02.40 | Q    |
| 7    | 2        | 6      | Svezia        | Gabriella Fagundez (2:01.02) Ida Marko-Varga (1:58.95) Malin Svahnström (2:03.52) Josefin Lillhage (1:59.14)                    | 8:02.63 | Q    |
| 8    | 3        | 4      | Stati Uniti   | Amanda Weir (2:03.61) Margaret Hoelzer (1:59.90) Kara Lynn Joyce (1:59.00) Lacey Nymeyer (2:00.36)                              | 8:02.87 | Q    |
| 9    | 3        | 3      | Cina          | Yang Yu (1:59.86) Tang Yi (2:00.30) Tang Jingzhi (2:01.83) Pang Jiaying (2:00.99)                                               | 8:02.98 |      |
| 10   | 2        | 3      | Nuova Zelanda | Helen Norfolk (2:00.57) Lauren Boyle (2:00.37) Alison Fitch (2:01.62) Melissa Ingram (2:01.78)                                  | 8:04.34 |      |
| 11   | 4        | 6      | Canada        | Brittany Reimer (2:00.15) Julia Wilkinson (2:00.45) Erica Morningstar (2:01.92) Geneviève Saumur (2:02.30)                      | 8:04.82 |      |
| 12   | 4        | 2      | Spagna        | Arantxa Ramos Plasencia (2:00.56) Maria Fuster Martinez (2:01.55) Melania Costa (2:02.94) Erika Villaécija (2:01.57)            | 8:06.62 |      |
| 13   | 3        | 6      | Italia        | Flavia Zoccari (2:02.88) Francesca Segat (2:03.11) Renata Fabiola Spagnolo (2:01.81) Federica Pellegrini (1:58.84)              | 8:06.64 |      |
| 14   | 4        | 7      | Danimarca     | Julie Hjorth-Hansen (2:00.47) Lotte Friis (2:01.85) Micha Jensen (2:02.56) Louise Mai Jansen (2:01.90)                          | 8:06.78 |      |
| 15   | 2        | 4      | Polonia       | Katarzyna Baranowska (2:04.05) Agata Zqiejska (2:01.77) Aleksandra Urbańczyk (2:04.10) Paulina Barzycka (2:03.21)               | 8:13.13 |      |
| 16   | 3        | 2      | Romania       | Camelia Potec (1:59.22) Valentina Georgiana Brat (2:07.92) Larisa Lăcustă (2:07.87) Ionela Cozma (2:03.34)                      | 8:18.35 |      |
| 17   | 3        | 7      | Hong Kong     | Hang Yu Sze (2:09.58) Hannah Wilson (2:07.67) Carmen Nam (2:08.50) Hiu Wai Sherry Tsai (2:04.80)                                | 8:30.55 |      |
| 18   | 4        | 1      | Singapore     | Quah Ting Wen (2:07.28) Mylene Ong (2:07.96) Lynette Lim (2:07.44) Lynette Ng (2:08.97)                                         | 8:31.65 |      |
| 19   | 3        | 1      | El Salvador   | Golda Marcus (2:08.70) Ileana Murillo Argueta (2:12.51) Ana Hernandez Duarte (2:15.70) Alexia Benitez Quijada (2:11.68)         | 8:48.59 |      |
| 20   | 1        | 4      | Perù          | Fiorella Gomez-Sanchez (2:12.95) Massie Milagros Carillo (2:12.69) Slavica Pavic (2:19.72) Maria Alejandra Torres (2:13.47)     | 8:58.83 |      |
| 21   | 2        | 7      | Thailandia    | Nimitta Thaveesupsoonthorn (2:07.13) Wenika Kaewchaiwong (2:11.44) Pannika Prachgosin (2:23.38) Jiratida Phinyosophon (2:19.99) | 9:01.94 |      |
| 22   | 1        | 3      | Macao         | Cheok Mei Ma (2:12.34) Weng I Kuan (2:16.16) Man Wai Fong (2:21.05) Yih Shiuan Chan (2:14.00)                                   | 9:03.55 |      |
| 23   | 2        | 1      | Uzbekistan    | Irina Shlemova (2:16.90) Yulduz Kuchkarova (2:20.57) Maftunabonu Tuhtasinova (2:15.62) Ranohon Amanova (2:19.76)                | 9:12.85 |      |
| 24   | 1        | 5      | Giordania     | Miriam Hatamleh (2:14.86) Layla Alghul (2:18.36) Hiba Bashouti (2:18.94) Razan Taha (2:26.96)                                   | 9:19.12 |      |
| 25   | 4        | 8      | India         | Kshipra Mahajan (2:21.17) Madhavi Giri Govind (2:20.47) Parita Parekh (2:21.35) Pooja Raghava Alva (2:19.94)                    | 9:22.93 |      |

### Finale
| Pos. | Corsia | Nazione       | Atleti | Tempo   | Note            |
| ---- | ------ | ------------- | --- | ------- | --------------- |
|      | 8      | Stati Uniti   | Natalie Coughlin (1:56.43) Dana Vollmer (1:57.49) Lacey Nymeyer (1:59.19) Katie Hoff (1:56.98)               | 7:50.09 | Record mondiale |
|      | 5      | Germania      | Meike Freitag (1:59.56) Britta Steffen (1:57.58) Petra Dallmann (2:00.40) Annika Lurz (1:56.28)              | 7:53.82 |                 |
|      | 3      | Francia       | Alena Popčanka (1:57.86) Sophie Huber (1:58.80) Aurore Mongel (2:01.04) Laure Manaudou (1:58.26)             | 7:55.96 |                 |
| 4    | 4      | Australia     | Lisbeth Lenton (1:59.01) Jodie Henry (1:59.29) Lara Davenport (1:59.28) Stephanie Rice (1:58.84)             | 7:56.42 |                 |
| 5    | 2      | Gran Bretagna | Caitlin McClatchey (1:59.12) Melanie Marshall (1:59.54) Francesca Halsall (1:59.92) Joanne Jackson (1:58.44) | 7:57.02 |                 |
| 6    | 6      | Giappone      | Maki Mita (1:59.25) Norie Urabe (2:00.78) Ai Shibata (1:57.85) Haruka Ueda (2:00.16)                         | 7:58.04 |                 |
| 7    | 1      | Svezia        | Ida Marko-Varga (1:59.62) Josefin Lillhage (1:58.74) Gabriella Fagundez (2:01.61) Petra Granlund (2:02.37)   | 8:02.34 |                 |
| 8    | 7      | Paesi Bassi   | Inge Dekker (1:58.88) Manon van Rooijen (2:02.63) Femke Heemskerk (2:01.40) Linda Bank (2:01.90)             | 8:04.81 |                 |